# قائمة الأفلام المصرية سنة 1938
هذه قائمة بالأفلام المصرية لسنة 1938 مرتبة أبجدياً
| اسم الفيلم   | إخراج وكتابة                            | بطولة                                                                                        | مصدر  |
| ------------ | --------------------------------------- | -------------------------------------------------------------------------------------------- | ----- |
| ساعه التنفيذ | - اخراج : يوسف وهبي - تاليف : يوسف وهبي | - يوسف وهبي - أمينة رزق - سراج منير - زوزو نبيل - زينات صدقي - محمود المليجي                 | [ 1 ] |
| نفوس حائرة   | - اخراج : أحمد مظهر - تاليف : أحمد مظهر | - ميرفت أمين - شفيق نور الدين - صلاح نظمي - أحمد مظهر - قدرية كامل - حسن أتلة                | [ 2 ] |
| يحيا الحب    | - اخراج : محمد كريم - تاليف : عباس علام | - محمد عبدالوهاب - ليلى مراد - عبدالوارث عسر - أمين وهبة - محمد فاضل (مخرج) - محمد عبدالقدوس | [ 3 ] |